# Divine Disorder
Divine Disorder ist eine im Jahr 2010 gegründete Melodic-Death-Metal-Band aus Kuwait.

## Geschichte
Gegründet wurde Divine Disorder Anfang des Jahres 2010 in Kuwait, der Hauptstadt des Emirats Kuwait. Sie gilt als die einzige Extreme-Metal-Band des Landes. Gründer der Band sind Sänger Yousef „Azurayl“ und Jassem „Darkvain“ Al-rumaidheen, welcher zudem als Bassist in der Gruppe aktiv ist. Die beiden Brüder spielten vor der Gründung von Divine Disorder in der 2003 formierten Rockband Positive Poison. Zwischenzeitlich zog die Band nach Dubai um.
Zu Beginn der Karriere arbeitete das Duo mit dem befreundeten Musiker Aatrey zusammen und lud, unter anderem wegen der fehlenden musikalischen Anlagen, fehlenden Gitarristen und Schlagzeugern, mit Achokarlos und Acacio Carvalho zwei Session-Musiker ein. Weitere Musiker, die im Laufe der Zeit mit den Brüdern zusammenarbeiteten sind unter anderem der Keyboarder Mahmoud „Mortis“ Tahan, Jon Phibbs, Carlos Alvarez und Dan-Elias Brevig.
Im Jahr 2012 veröffentlichte die Gruppe zwei Singles. Für das Debütalbum Garden of Dystopia arbeitete die Band in Schweden von Jens Bogren gemixt und vom französischen Musikproduzenten Brett Caldas Lima gemastert. Für das Album arbeitete die Band mit Dååth-Schlagzeuger Kevin Talley zusammen, der die Schlagzeug-Parts einspielte. Divine Disorder unterschrieben einen Plattenvertrag mit dem Independent-Label Inazuma Productions und veröffentlichten ihr Debütalbum Garden of Dystopia am 3. November 2014. Im Zuge der Albumveröffentlichung erhielt die Gruppe breite Resonanz von internationalen Musikmagazinen wie dem japanischen Burrrn! Magazine und dem deutschen Legacy.
Seitdem ist es ruhig um die Band geworden. Im Jahr 2017 nahm die Band an einem Voting teil, der es ermöglichen sollte, als Vorband für die Death-Metal-Band Nile in Dubai zu spielen. Bis dato hat die Band kein einziges Konzert absolviert. Auch die Tatsache, dass die Regierung des Landes Kuwait Metal mit Satanismus assoziierte und viele Musiker sich zurückgezogen haben, trug dazu bei.

## Musik
Die Musik wurde als eine Mischung aus Symphonic und Melodic Death Metal, der genauso pur wie Insomnium, progressiv wie In Mourning und genauso symphonisch wie Epica klingt, wenn diese Melodic Death Metal spielen würden. Musikalisch zählen Bands wie HammerFall, aber auch Rammstein, The Kovenant und Dimmu Borgir zu den Einflüssen der Musiker. Yousef Al-rumaidheen, der für die Texte verantwortlich ist, wurde vom japanischen Regisseur Hideaki Anno inspiriert, tiefgründige Liedtexte zu verfassen.

## Bandname
Bezogen auf den Bandnamen beschrieb Yousef Al-rumaidheen Divine Disorder als eine psychologisch-philosophische Annäherung an das Leben und den Kosmos. Wenn die Menschen ganz ruhig und respektvoll sind, so würden diese die ultimative Gelassenheit empfinden, die sie als Göttlichkeit bezeichnen. Ist der Mensch hingegen am tiefsten Punkt angekommen seien, die feine Linie zwischen Chaos und Zorn, welche ein unangenehmes Gefühl von Zorn hervorruft, würde vom Menschen als Unordnung beschrieben. Als Mensch ist man an der Idee interessiert, dass der Mensch der Mittelpunkt des Universums ist und alles im Gleichgewicht hält. So basiere der größte Teil der Philosophie auf einer menschlich-narzisstischen Sichtweise über das Leben und den Kosmos.

## Diskografie
- 2012: Children of Menace (Single, Eigenproduktion)
- 2012: The Puppeteer (Single, Eigenproduktion)
- 2014: Garden of Dystopia (Album, Inazuma Productions)